# Григорий (Вахнин)
Епископ Григорий (в миру Георгий Петрович Вахнин; 4 [16] апреля 1865, село Бабки, Харьковская губерния — после 1919) — епископ Русской православной церкви, епископ Орловский и Севский.

## Биография
В 1885 году окончил Харьковскую духовную семинарию, а 1891 году — Московскую духовную академию в году со степенью кандидата богословия.
Служил в канцелярии харьковского губернатора, однако не находил удовлетворения в работе чиновника. Решил посвятить себя педагогической деятельности и в 1900 году стал заведующим торговыми классами Харьковского купеческого общества.
В поисках утешения и душевного покоя 13 августа 1901 густа в Успенской Святогорской пустыни в Харьковской губернии принял монашеский постриг с именем Григорий.
Был рукоположён во иеромонаха и назначен преподавателем Александровской духовной семинарии в Ардоне. В 1902 году был назначен инспектором той же семинарии.
В 1903 году был переведён в Новгородскую духовную семинарию, но уже в 1905 году вновь вернулся в Ардонскую семинарию, теперь — ректором в сане архимандрита.
Поддавшиеся революционной агитации, семинаристы устраивали в семинарии волнения и забастовки. Негативные случаи привели к смене руководства семинарии.
6 июля 1905 года перемещён на должность ректора в Тифлисскую духовную семинарию.
Во время ректорства архимандрита Григория было достроено новое здание семинарии. 
В связи с ходатайством экзарха Грузии архиепископа Никона (Софийского) о необходимости иметь особого викария для проживавшего в пределах епархии русского населения 6 апреля 1907 года наречён епископом Бакинским, 3-м викарием Карталинской и Кахетинской епархии.
9 мая 1907 года в соборе Александро-Невской Лавры был хиротонисан во епископа Бакинского, викария Грузинской епархии. Чин хиротонии совершали митрополит Санкт-Петербургский Антоний (Вадковский) и другие архиереи.
Епископское служение происходило в тяжёлый период обострения политической борьбы на Кавказе. После убийства 28 мая 1908 года архиепископа Никона принял на себя временное управление епархией и управлял ей до декабря 1910 года, проявляя мужество и силу воли.
С 31 декабря 1910 года — епископ Орловский и Севский. Прибыл в Орёл в феврале 1911 года.
Совершал поездки по отдаленным местам епархии, участвовал в организации народных домов, посещал литературные и музыкальные вечера в школах. Оказывал помощь вдовам и сиротам священнослужителей.
В годы первой мировой войны занимался сбором пожертвований, устройством лазаретов, размещением беженцев, дом архиерея стал для них приютом.
28 января 1917 года был уволен на покой по болезни в Успенскую Святогорскую пустынь.
Во время гражданской войны пустынь неоднократно подвергалась разграблениям, происходили избиения и убийства братии. Точных сведений о времени и обстоятельствах смерти епископа Григория не сохранилось, но произошло это не ранее 1919 года.